# Disponibilitate înaltă

Diagrama celor mai răspândite eșecuri ale rețelelor de calculatoare

Disponibilitatea înaltă este capacitatea unui sistem de a putea îndeplini sarcinile sale chiar și în caz de cădere a unor părți componente importante ale sale. Sistemul trebuie să fie disponibil pentru ca utlizatorii săi să poată accesa serviciile de pe el. Disponibilitate înaltă se referă la dorința de a avea sistemul disponibil non-stop, sau aproape cât de mult posibil. 
Pe măsură ce rețele au migrat de la modelul client-server bazat pe mainframe-uri la rețelele cu distribuție hibridă (atât client-server cât și peer-to-peer), măsurarerea disponibilității a devenit mai complexă. 
Companiile au un cost orar asociat perioadelor de disponibilitate a rețelei. Motivul este câ, în plus față de routere și comutatoare de rețea, dispozitive cum ar fi bancomate, POSuri, servicii web, trebuie să fie disponibile în orice moment. În cazul în care acestea nu sunt disponibile, clienții nu pot efectua tranzacții, ceea ce va afecta veniturile companiei.
De exemplu, dacă o porțiune din rețeaua destinată pentru tranzacții cu cardul de credit iese din funcție, acest lucru însemnând că întreprinderea nu este în măsură să proceseze tranzacțiile, respectiva companie care oferă carduri de credit poate ajunge să piardă milioane de dolari pe oră.
| Disponibilitate (%) | Defecte per milion | Timp nedisponibil pe an   |
| ------------------- | ------------------ | ------------------------- |
| 99,000%             | 10.000             | 3 zile, 15 ore, 36 minute |
| 99,900%             | 1.000              | 8 ore, 46 minute          |
| 99,990%             | 100                | 53 minute                 |
| 99,999%             | 10                 | 5 minute                  |

## Practici de proiectare pentru disponibilitate înaltă
- Redundanță la nivel hardware - Arhitectură hardware redundantă sunt dispozitive care lucrează în paralel. Reprezintă abilitatea de a conecta promptă a dispozitivelor de rezervă fără a întrerupe funcționarea rețelei.
- Caracteristici de disponibilitate a softului - De exemplu protocolul de redundanță HSRP (Hot Standby Router Protocol), transfer de date în regim non-stop, spanning tree și actualizări non-disruptive.
- Redundanță la nivel rețea/server - Centrele de date redundante comunică reciproc. În cazul în care un centru de date (cu serverele , bazele de date, și echipamentul de rețea) devine indisponibil, rețeaua va redirecționa automat cererile la un centru de date redundant, cu pierderi minime de date.
- Disponibilitatea link/transport - Servere Multihoming, conexiuni multiple între cumutatoare de rețea și routere, contracte cu mai mulți furnizori de diferite servicii.
- Principiul "rețeaua curată" - Eroarea umană fiind ceea ce este, anumite măsuri pot fi luate pentru a minimiza șansele de eroare umană. Punerea în aplicare a principiului "rețeaua curată" (cum ar fi marcarea cu etichete a cablurilor, legarea cablurilor,   actualizarea topologiei de rețea, și așa mai departe), ajută la prevenirea erorilor umane.
- Sisteme de alimentare de rezervă - Folosirea blocurilor de alimentare neîntreruptă pe rețeaua primară și echipamente de tip server asigură că, atunci când nu este curent electric, sursa alternativă de energie menține în stare operațională cele mai critice dispozitive.